# جورج ديفيز
جورج ديفيز (بالإنجليزية: George Davies)‏ (1 فبراير 1900 المملكة المتحدة - 1 نوفمبر 1942) هو لاعب كرة قدم بريطاني سابق كان يلعب كمهاجم.